# غيران البدعة (صحار)
غيران البدعة منطقة سكنية تقع في ولاية صحار، التابعة لمحافظة شمال الباطنة في سلطنة عمان. يقدر عدد سكانها بـ 9 نسمة حسب إحصاء عام 2010 التابع للمركز الوطني للإحصاء والمعلومات الحكومي. رمز المنطقة هو 60130448.

## الوصلات الخارجية
- المركز الوطني للإحصاء والمعلومات، سلطنة عمان